# Борисиха (Вологодская область)
Борисиха — деревня в Харовском районе Вологодской области.
Входит в состав Ильинского сельского поселения, с точки зрения административно-территориального деления — в Ильинский сельсовет.
Расстояние по автодороге до районного центра Харовска — 30 км, до центра муниципального образования Семенихи — 5 км. Ближайшие населённые пункты — Черемухово, Спасская, Царевская, Обориха.
По данным переписи в 2002 году постоянного населения не было.